# Вайнінг (Міннесота)
Вайнінг (англ. Vining) — місто (англ. city) в США, в окрузі Оттер-Тейл штату Міннесота. Населення — 62 особи (2020).

## Географія
Вайнінг розташований за координатами 46°15′25″ пн. ш. 95°31′54″ зх. д. / 46.25694° пн. ш. 95.53167° зх. д. (46.256856, -95.531596).  За даними Бюро перепису населення США в 2010 році місто мало площу 3,40 км², з яких 3,30 км² — суходіл та 0,10 км² — водойми.

## Демографія

### Перепис 2010 року
Згідно з переписом 2010 року, у місті мешкало 78 осіб у 34 домогосподарствах у складі 20 родин. Густота населення становила 23 особи/км².  Було 43 помешкання (13/км²).
Расовий склад населення:
| - 91,0 % — білих |

До двох чи більше рас належало 9,0 %. Частка іспаномовних становила 1,3 % від усіх жителів.
За віковим діапазоном населення розподілялося таким чином: 20,5 % — особи молодші 18 років, 51,3 % — особи у віці 18—64 років, 28,2 % — особи у віці 65 років та старші. Медіана віку мешканця становила 46,5 року. На 100 осіб жіночої статі у місті припадало 110,8 чоловіків;  на 100 жінок у віці від 18 років та старших — 129,6 чоловіків також старших 18 років.
Середній дохід на одне домашнє господарство  становив 46 850 доларів США (медіана — 38 750), а середній дохід на одну сім'ю — 47 100 доларів (медіана — 43 750). 
Цивільне працевлаштоване населення становило 24 особи. Основні галузі зайнятості: транспорт — 20,8 %, роздрібна торгівля — 20,8 %, освіта, охорона здоров'я та соціальна допомога — 16,7 %.

### Перепис 2000 року
Згідно з переписом 2000 року в місті проживало 68 осіб у 32 домогосподарствах у складі 20 родин. Густота населення становила 53,6 особи/км². Було 46 помешкань, середня густота яких становила 14,0 на 1 км². Расовий склад міста: 95,59 % білих і 4,41 % людей, які зараховують себе до двох або більше рас.
Із 32 домогосподарств 21,9 % мали дітей віком до 18 років, які жили з батьками, 56,3 % були подружжями, які жили разом, 3,1 % мали господиню без чоловіка, і 37,5 % не були родинами. 37,5 % домогосподарств складалися з однієї особи, у тому числі 21,9 % віком 65 і більше років. В середньому на домогосподарство припадало 2,13 мешканця, а середній розмір родини становив 2,75 особи.
Середній вік жителів — 50 років. Віковий склад населення:
- 19,1 % — діти, віком до 18 років;
- 2,9 % — молодь, віком від 18 до 24 років;
- 25,0 % — дорослі, віком від 25 до 44 років;
- 20,6 % — дорослі, віком від 45 до 64 років;
- 32,4 % — похилі люди, віком від 65 років і старше.

Статевий склад населення: 51,5 % — чоловіки і 48,5 % — жінки.
Середній дохід домогосподарств у місті становив 21 250 доларів США, родин — 41 875 доларів. Середній дохід чоловіків становив 26 667 доларів проти 21 875 доларів у жінок. Дохід на душу населення в місті був 17 866 доларів США. Жодна родина не перебувала за межею бідності. Загалом серед населення таких було 9,4 %, у тому числі жодного жителя до 18 років і 11,8 % старіших за 64 роки.